# Monomorium algiricum
Monomorium algiricum är en myrart som först beskrevs av Bernard 1955.  Monomorium algiricum ingår i släktet Monomorium och familjen myror. Inga underarter finns listade i Catalogue of Life.